# Last Hope
Last Hope (重神機パンドーラ?, Jūshinki Pandōra), 重神机潘多拉S, (Zhòng shén jī Pānduōlā)P, è una serie ONA di genere mecha, co-prodotta dallo studio di animazione giapponese Satelight e da quello cinese Xiamen Skyloong Media. La serie è stata creata e diretta da Shōji Kawamori con la collaborazione di Hidekazu Sato ed è stata distribuita in Giappone via streaming da Netflix il 29 marzo 2018, a cui è seguita la trasmissione televisiva sulle emittenti affiliate al network Tokyo MX a partire dal 4 aprile 2018. Netflix ha reso disponibili i primi 13 episodi della serie in tutto il mondo dal 14 settembre 2018 con doppiaggio e sottotitoli in più lingue, tra cui l'italiano.

## Trama
Nel 2031 nella città di Xianglong si verificò un disastro planetario: un reattore quantico, un dispositivo sviluppato per produrre nuove fonti di energia, esplose rilasciando un'energia misteriosa, il "campo evolutivo". In conseguenza di ciò tutto l'ambiente naturale mutò in modo imprevedibile, e gli esseri viventi e gli oggetti materiali si fusero tra loro trasformandosi in B.R.A.I. (Biological Revolutionary of Accelerated Intelligence); questi iniziarono ad attaccare quel che rimaneva dell'umanità, provocando un numero spropositato di morti. Per contrastare i B.R.A.I. i superstiti, ormai raggruppati in poche città fortificate, svilupparono ed utilizzarono le unità M.O.E.V. (Multi-purpose Organic Evolution Vehicle), ossia unità robotiche trasformabili con pilota umano, ma questo sistema di difesa si rivelò ben presto insufficiente, vista la costante e rapida evoluzione dei B.R.A.I.
Sette anni dopo, Leon Lau, uno dei progettisti del reattore quantico e pertanto considerato uno dei responsabili del disastro, vive in esilio in una zona desertica nelle vicinanze della città di Neo Xianglong. Assieme a lui c'è la sorella minore Chloe, una bambina i cui genitori erano morti durante la Crisi e che lui aveva salvato prendendola con sé. Leon negli anni aveva continuato i suoi studi sul reattore quantico, arrivando a sviluppare e perfezionare l'Hyper Drive, un apparato multidimensionale da installare sui M.O.E.V. per poter contrastare meglio la minaccia che incombe. 
Allo stesso tempo, infatti, la minaccia dei B.R.A.I. si ingigantisce grazie alla creazione di un dispositivo opposto al drive di Leon, il Dark Drive, che un gruppo di terroristi guidati da Mr. Gold inizia a installare sugli animali modificati, i quali diventano manipolabili e quasi invincibili. 
Leon e Chloe vengono così riammessi in città, e viene creata l'unità Pandora, dipendente dal sindaco e utilizzante l'Hyper Drive, che raggruppa i migliori soldati e mercenari privati giunti a Xianglong come supporto. 

## Personaggi
Leon Lau (レオン・ラウ?, Reon Rau)
Doppiaggio: Tomoaki Maeno (giapponese), Renato Novara (italiano)
Scienziato brillante ma molto imbranato e goffo, ha lavorato alla creazione del reattore quantico come braccio destro del dottor Lon Woo. Dopo la Crisi, ha cercato un modo di contenere il reattore e ha contribuito alla creazione delle difese della città di Neo Xianglong, venendo però esiliato viste le responsabilità che gli venivano date. All'inizio della serie vive infatti a poca distanza dalla città con Chloe, da lui presa sotto protezione. Nei sette anni dal disastro, ha continuato a studiare il reattore ed è arrivato alla creazione dell'Hyper Drive, pilotando lui stesso un M.O.E.V. con questo sistema installato. Dopo il primo utilizzo del drive, sviluppa un'adorazione per il cibo piccante, continuando però a mangiare mahua in ogni momento.
Chloe Lau (クロエ・ラウ?, Kuroe Rau)
Doppiaggio: Nao Tōyama (giapponese), Tiziana Martello (italiano)
Sorella minore adottiva di Leon, che egli prende sotto la sua ala dopo la Crisi e la morte dei suoi genitori. I due infatti stipulano un "contratto familiare", con più di cento articoli che regolano la loro convivenza, e che la ragazza ha il diritto di strappare appena ne sentirà la necessità. In realtà non sa che Leon l'ha protetta poiché si sentiva in colpa per la morte del collega Lon, di cui Chloe è la vera sorella minore. Rimprovera spesso lo scienziato e gli ricorda in molte occasioni delle regole del loro contratto, aiutandolo però a cambiare caratterialmente e ad affrontare meglio le situazioni. Inizia ad allenarsi con Queenie, per la quale sviluppa una forte simpatia, ed è inoltre adorata da tutto il gruppo Pandora.
Queenie Yoh (クイニー・ヨウ?, Kuinī Yō)
Doppiaggio: Kana Hanazawa (giapponese), Martina Felli (italiano)
Pilota di un M.O.E.V. volante ed esperta del corpo a corpo, è cresciuta in una scuola di arti marziali dopo la morte dei suoi genitori, dove ha imparato lo stile "Sky God Fist". È l'unica sopravvissuta allo sterminio del suo dojo a causa della sete di potere di Hao Wang, suo compagno e in seguito suo acerrimo nemico. Inizialmente mostrata come donna fredda e risoluta, si dimostra dolce e premurosa dopo essere entrata nell'unità Pandora. Ha un debole per i dolci e per la gatta di Doug, Emilia. Riesce a utilizzare l'Hyper Drive grazie agli insegnamenti del suo maestro, che le permettono di domare il suo "drago interiore".
Doug Horvat (ダグ・ホーバット?, Dagu Hōbatto)
Doppiaggio: Kenjirō Tsuda (giapponese), Luca Bottale (italiano)
Cecchino professionista e pilota di un M.O.E.V., viene subito reclutato nell'unità Pandora dopo il suo aiuto contro i B.R.A.I. È un donnaiolo e un ubriacone, sempre alla ricerca di soldi, che però cerca di dimenticare un passato doloroso. Doug, infatti, è stato cresciuto in un campo d'addestramento, dove i bambini venivano prima rapiti, poi affidati alle cure di una figura materna, mentre subivano un durissimo addestramento da cecchini; alla fine di questo, dovevano dimostrare le loro abilità sparando a una persona incappucciata, che altri non era che la loro madre adottiva. Ciò lo ha reso per tempo un assassino a sangue freddo, denominato "Occhio di falco" e specializzato nell'uccisione di personalità VIP. In una dei suoi lavori, sparò a Cain in mezzo al deserto, risparmiandolo. In un altro, invece, venne messo come scorta a una scienziata, Emilia, incaricata di produrre un'IA dagli scopi in realtà poco etici. I due iniziarono una relazione, e quando lei scoprì la verità sul progetto a cui stava lavorando, Doug finse la sua morte, così da poter scappare insieme. Dopo la morte di Emilia, Doug rimase profondamente sconvolto, e continuò a cercare il B.R.A.I. creato con l'IA della scienziata, in cui era stata impiantata la conoscenza del cecchino. Ha adottato la gatta trovata da Emilia, a cui ha dato lo stesso nome e che è diventata la sua compagna.
Gren Din (グレン・ディン?, Guren Din)
Doppiaggio: Yūma Uchida (giapponese), Ruggero Andreozzi (italiano)
Capitano dell'esercito di Neo Xianglong, è un ragazzo con un forte senso del dovere, sempre canzonato da Doug per la sua giovane età e il suo grado. I suoi genitori e fratelli sono morti per mano di un B.R.A.I. durante la Crisi, e ciò lo porta inizialmente a provare odio verso Leon; tuttavia, conoscendolo e combattendo al suo fianco, imparerà ad accettare lo scienziato. Durante la costruzione del reattore, aveva lavorato nelle gallerie sotterranee della città.
Cain Ibrahim Hasan (ケイン・イブラヒーム・ハサン?, Kein Iburahīmu Hasan)
Doppiaggio: Unshō Ishizuka (epp. 1-25) Tesshō Genda (ep. 26) (giapponese), Marco Balzarotti (italiano)
Jay Yun (ジェイ・ユン?, Jei Yun)
Doppiaggio: Yūichiro Umehara (giapponese), Diego Baldoin (italiano)
Cecile Sue (セシル・スー?, Seshiru Sū)
Doppiaggio: Ai Kayano (giapponese), Angela Ricciardi (italiano)
Mr. Gold / David Kin (Mr.ゴールド / デビット・キン?, Misutā Gōrudo / Debitto Kin)
Doppiaggio: Nobuyuki Hiyama (giapponese), Sergio Romanò (italiano)
Lon Woo (ロン・ウー?, Ron Ū)
Doppiaggio: Akira Ishida (giapponese)
Fiona Sue (フィオナ・スー?, Fiona Sū)
Doppiaggio: Mamiko Noto (giapponese)
Emilia Valli (エミリア・ヴァリ?, Emiria Vari)
Doppiaggio: Asami Seto (giapponese), Chiara Francese (italiano)

## Anime
Il 17 ottobre 2017 è stato annunciato che l'ultimo progetto di Shōji Kawamori sarebbe stato un original net anime. La serie è diretta da Shōji Kawamori e Hidekazu Sato e animata dallo studio di animazione Satelight. Toshizo Nemoto è tra gli sceneggiatori mentre il character design è di Risa Ebata.

### Colonna sonora[7]
Sigla iniziale
- Sirius è eseguita dai Bump of Chicken

Sigla finale
- Spica è eseguita dai Bump of Chicken

Altre canzoni utilizzate nella serie
- New Generation è cantata da Shiena Nishizawa
- Meteor è cantata da Shiena Nishizawa
- Kanashimi Tomo ni (悲しみと共に?) è cantata da Megumi Nakajima

### Episodi
| Nº | Titolo italiano Giapponese 「Kanji」 - Rōmaji                                  | In onda           | In onda           |
| Nº | Titolo italiano Giapponese 「Kanji」 - Rōmaji                                  | Giapponese        | Italiano          |
| 1  | Il distruttore che si evolve 「進化する破壊者」 - Shinka Suru Hakaisha         | 4 aprile 2018     | 14 settembre 2018 |
| 2  | Incertezza 「箱を開けし者」 - Hako wo Akeshi Mono                              | 11 aprile 2018    | 14 settembre 2018 |
| 3  | Neo Xianglong, 2038 「2038 ネオ翔龍」 - 2038 Neo-Shanron                       | 18 aprile 2018    | 14 settembre 2018 |
| 4  | Operazione sfondamento del ruggito 「咆哮突破作戦」 - Hōkō Toppa Sakusen       | 25 aprile 2018    | 14 settembre 2018 |
| 5  | Il nemico dall'alto 「頭上の敵」 - Zujō no Teki                                | 2 maggio 2018     | 14 settembre 2018 |
| 6  | Le ali del dolore e della vendetta 「哀と復讐の翼」 - Ai to Fukushū no Tsubasa | 9 maggio 2018     | 14 settembre 2018 |
| 7  | Il panda illusorio 「幻影の熊猫」 - Genei no Kumaneko                          | 16 maggio 2018    | 14 settembre 2018 |
| 8  | Punto cieco sotto la pioggia 「雨の死角」 - Ame no Shikaku                     | 23 maggio 2018    | 14 settembre 2018 |
| 9  | Occhio di tigre 「虎の目」 - Tora no Me                                        | 30 maggio 2018    | 14 settembre 2018 |
| 10 | Ricordi cremisi 「紅蓮の追想」 - Guren no Tsuisō                               | 6 giugno 2018     | 14 settembre 2018 |
| 11 | Dr. Lon Woo 「Dr.ロン・ウー」 - Dokutā Ron Ū                                   | 13 giugno 2018    | 14 settembre 2018 |
| 12 | Il rosso mietitore 「赤い死神」 - Akai Shinigami                               | 20 giugno 2018    | 14 settembre 2018 |
| 13 | Il grido del caos 「渾沌の叫び」 - Konton No Sakebi                            | 27 giugno 2018    | 14 settembre 2018 |
| 14 | La torre dell'odio 「怨念の塔」 - Onnen no Tō                                  | 4 luglio 2018     | 21 dicembre 2018  |
| 15 | La fiera divinità d'oro 「黄金の鬼神」 - Ōgon no Kijin                         | 11 luglio 2018    | 21 dicembre 2018  |
| 16 | L'innovatore 「変革者」 - Henkakusha                                           | 18 luglio 2018    | 21 dicembre 2018  |
| 17 | L'orgoglio del servitore 「従者の誇り」 - Jūsha no Hokori                      | 25 luglio 2018    | 21 dicembre 2018  |
| 18 | Scontro di spade 「重なる刃」 - Kasanaru Yaiba                                 | 1º agosto 2018    | 21 dicembre 2018  |
| 19 | L'inizio del risveglio 「覚醒の始まり」 - Kakusei no Hajimari                  | 8 agosto 2018     | 21 dicembre 2018  |
| 20 | Il bersaglio nel cielo 「天空の標的」 - Tenkũ no Hyōteki                       | 15 agosto 2018    | 21 dicembre 2018  |
| 21 | Il riverbero delle anime 「響きあう魂」 - Hibikiau Tamashii                    | 22 agosto 2018    | 21 dicembre 2018  |
| 22 | La barriera 「閉ざされた山」 - Tozasareta Yama                                 | 29 agosto 2018    | 21 dicembre 2018  |
| 23 | Il ciclo della vita 「生命の環」 - Seimei no Wa                                | 5 settembre 2018  | 21 dicembre 2018  |
| 24 | Ai confini dell'evoluzione 「進化の果て」 - Shinka no Hate                     | 12 settembre 2018 | 21 dicembre 2018  |
| 25 | Luce e oscurità 「黒き輝き」 - Kuroki Kagayaki                                 | 19 settembre 2018 | 21 dicembre 2018  |
| 26 | Il futuro scelto 「選ばれた未来」 - Erabareta Mirai                            | 26 settembre 2018 | 21 dicembre 2018  |